# نوویسا بیلیسا
نوویسا بیِلیسا (صربی: Новица Бјелица؛ زادهٔ ۹ فوریهٔ ۱۹۸۳) بازیکن والیبال اهل صربستان عضو سابق تیم ملی والیبال صربستان و فعلی باشگاه ویوو میناس است. بیلیسا در طول حضور خود در ترکیب تیم ملی صربستان به مدال برنز قهرمانی اروپا ۲۰۰۵، مدال نقره جام جهانی ۲۰۰۳ و مدال نقره لیگ جهانی ۲۰۰۹ دست یافته‌است.